# 71e régiment de fusiliers motorisés de la Garde
Pour les articles homonymes, voir 71e régiment.
Le 71e régiment de fusiliers motorisés de la Garde, Ordre du Drapeau rouge et de Koutouzov, (unité militaire n° 16544) est un régiment des forces terrestres russes.
La formation fait partie du 42e division de fusiliers motorisés de la Garde du Caucase du Nord, depuis 2010 le district militaire sud. Entre 2000 et 2009, sa garnison permanente est située Khankala. Depuis 2009, celle-ci se situe dans le village de Kalinovskaïa, en république tchétchène.

## Histoire
La formation est créée pour la première fois en 1940 en tant que 468e régiment de fusiliers de la 111e division. Puis, lorsque la division est transformée en 24e division de la Garde le 17 mars 1942, le régiment se voit attribuer le numéro 71 avec le statut d'unité de la Garde.
En 1957, le régiment est réorganisé en 71e régiment de fusiliers motorisés de la Garde dans le cadre de la 42e division de fusiliers motorisés de la Garde.
En 1987, le régiment est transformé en unité d'entraînement (unité militaire 11982) dans le cadre du centre d'entraînement du 173e district (unité militaire 28320) (l'ancienne 42e division de fusiliers motorisés de la Garde),. Elle est dissoute conformément à la directive de l'état-major général n° 314/3/0159 du 4 janvier 1992, en même temps que l'ensemble du centre de formation.
En 2000, le régiment est recréé avec un déploiement dans le village de Khankala près de Grozny,.
En 2008, le régiment participe à la guerre de Géorgie. Avec d'autres unités de la 42e division, le régiment arrive sur le territoire de l'Ossétie du Sud le long des montagnes de la Tchétchénie et de l'Ossétie du Nord, parcourant 300 kilomètres en une journée. Pendant la guerre, le régiment compte 7 soldats tués.
En 2009, la formation est dissoute lors de la réforme à grande échelle des forces armées en cours dans le pays.
En 2016, le régiment est une nouvelle fois recréé.
En 2017, le bataillon de police militaire du 71e régiment effectue un déploiement de trois mois en Syrie.
En 2022, l'unité participe à l'invasion russe de l'Ukraine, avançant depuis le territoire de la RPD autoproclamée et participe notamment à la bataille de Marioupol.